# Rosenbach (Vogtland)
Rosenbach település Németországban, azon belül Szászország tartományban. Lakosainak száma 3982 fő (2023. december 31.). Rosenbach Zeulenroda-Triebes és Pausa-Mühltroff községekkel határos.

## Népesség
A település népességének változása:
| Lakosok száma | 4247 | 4177 | 4056 | 4027 | 3982 |
|               | 2017 | 2019 | 2021 | 2022 | 2023 |